# José Muriel Alcalá
José Muriel Alcalá fue un pintor español del siglo XIX.

## Biografía
Pintor natural de Granada, fue discípulo de la Academia de Bellas Artes de Granada y de la Escuela especial de Pintura, Escultura y Grabado. En la Exposición Nacional del año 1878 presentó Sueño de Bartolomé Esteban Murillo. En la del Círculo de Bellas Artes de 1880 presentó Una calle de Fuenterrabia y Caserío de Guipúzcoa. Existen una serie de pinturas suyas en el Real Colegio de Doncellas Nobles de Toledo.